# Малютин, Сергей Васильевич
Сергей Васильевич Малю́тин (22 сентября [4 октября] 1859, Москва — 6 декабря 1937[…], Москва) — русский и советский живописец, график, книжный иллюстратор периода модерна и неостилей, архитектор, оформитель интерьеров, художник театра. Также известен как автор росписи первой русской матрёшки и апологет стиля «a la russe» в искусстве, создатель собственного сказочного «малютинского» варианта модерна, основанного на особой интерпретации древнерусских мотивов. В его творчестве особенно ярко проявилось стремление к сближению живописи, прикладного искусства и архитектуры, к стиранию чётких границ между ними, к их взаимному обогащению. 
Академик Императорской Академии художеств (с 1914). Член Союза русских художников (с 1903) и Товарищества передвижников (с 1915), один из организаторов Ассоциации художников революционной России. Заслуженный деятель искусств РСФСР (1932).

## Биография

### Начало творчества
Сергей Малютин родился в Москве в купеческой семье 22 сентября (4 октября) 1859 года. Отец художника был родом из Малоярославца. Через год после рождения умерла его мать, а спустя ещё год не стало отца, после чего Малютин воспитывался в семье его тётки в Воронеже. Приёмные родители мечтали о торговой карьере для мальчика, и отдали его в коммерческом училище. В 1863 году, окончив бухгалтерские курсы, он начал работать конторщиком. В конце 1870-х годов, после посещения выставки передвижников, Малютин принял решение стать художником.
После возвращения в Москву в 1880 году он в течение трёх лет готовился к поступлению в Училище живописи, ваяния и зодчества, в то же время работая чертёжником в Управлении Брестской железной дороги. В 1883 году Малютин поступил в училище вольнослушателя сразу в фигурный класс, минуя начальный и головной, а через год стал полноправным учеником, полностью освобождённым от платы за обучение. В фигурном классе учителями Малютина были Илларион Прянишников и Павел Сорокин, в натурном — Евграф Сорокин и Владимир Маковский. Закончив обучение в 1886 году он получил малую серебряную медаль, а в 1890 году — звание неклассного художника. Раннее творчество художника отличалось большим разнообразием: он писал жанровые сцены, близкие манере передвижников, исторические картины, пейзажи. В 1891—1893 годы Малютин преподавал рисунок в московском Елизаветинском институте. В 1896 году Малютин стал членом Московского товарищества художников, а в 1900 году — членом художественного объединения «Мир искусства», и его имя не раз фигурировало на страницах одноимённого журнала.

### Сотрудничество с Саввой Мамонтовым
В 1896 году в составе группы художников Сергей Малютин продолжительное время участвовал в создании декоративного панно для павильона Севера на Нижегородской выставке. Там его заметил Савва Мамонтов и пригласил работать над декорациями для его Нижегородской оперы. Деятельность Малютина как театрального декоратора началась с постановки «Самсон и Далила», а в 1897 году он участвовал в постановке оперы Николая Римского-Корсакова «Садко» в Московской частной оперы. По просьбе Мамонтова Малютин также участвовал в иллюстрации книг «Сказка о царе Салтане» и «Руслан и Людмила», выпущенных к 100-летию со дня рождения Александра Пушкина.
В 1890-е годы в московской игрушечной мастерской «Детское воспитание» Малютин вместе с токарем Василием Звёздочкиным изготовил первую игрушку-матрёшку. Восьмиместная кукла, получившая название «Матрёна», представляла собой круглолицую крестьянскую девушку в вышитой рубашке, сарафане и переднике, накрытую цветастым платком, в руках у которой был чёрный петух. За девочкой с чёрным петухом следовал мальчик, затем опять девочка. Все фигурки отличались друг от друга, а последняя, восьмая, изображала спелёнатого младенца. Прототипом матрёшки стала японская традиционная кукла, которую привезла из Японии супруга Саввы Мамонтова Елизавета, и которую Малютин переработал на русский манер. Несмотря на это, ряд исследователей творчества Сергея Малютина ставят под сомнение его участие в создании матрёшки, так как не было найдено эскиза или рисунка, которое бы это подтверждало авторство первой куклы.

### Сотрудничество с Марией Тенишевой
Начало архитектурного творчества Сергея Малютина связано с имением княгини Марии Тенишевой в Талашкино. Их сотрудничество началось с участия в архитектурном конкурсе на проект церкви Святого Духа во Флёново. Проект художника наиболее полно ответил требованиям княгини Тенишевой, и Малютин получил приглашение переехать в имение. Весной 1900 года он поселился там вместе со своей семьёй, став руководителем художественных мастерских, послужившими примером для дальнейшего развития русской художественной промышленности.
В 1901 году Сергей Малютин предложил конструкцию крестово-купольного храма, завершённого луковичной главой над ступенчатой горкой из килевидных кокошников. Храм был богато декорирован керамическими орнаментированными плитами с растительными мотивами, на западном фасаде над входом должна была находиться икона «Спас Нерукотворный». Малютин предложил богато украсить церковь снаружи росписью, далёкой от культовой тематики. Среди её мотивов — полевые цветы и сказочные коньки. Хотя храм сооружался по рисункам Малютина и под его непосредственным наблюдением, создание постройки долгое время приписывалось другим авторам Творчество Малютина пришлось по вкусу княгине Марии Тенишевой, поэтому она поручила ему весь комплекс задуманных ей в имении построек. Первой его постройкой в имении стал собственный деревянный двухэтажный теремок, на втором этаже которого размещалась мастерская художника. Своими узорными росписями, цветочными завитками, страшными зверями и птицами композиция напоминает домик из народных сказок. Ещё одной постройкой художника в имении был несохранившийся домашний театр, выстроенный в талашкинском парке. Внешний декор сооружения был довольно скоромен и представлял декоративный фриз и наличники, однако всё внимание Малютина было сосредоточено на внутреннем оформление здания. Сергей Дягилев, побывав в имении Талашкино, так характеризовал эту постройку:

То, о чем мечтал Васнецов в своих архитектурных проектах, то, к чему стремилась даровитая Якунчикова в своих архитектурных игрушках — здесь приведено в исполнение. И притом всё это не васнецовское и не якунчиковское, но характерно малютинское, а вместе с тем русско-деревенское, свежее, фантастическое и живописное.
Последней работой Сергея Малютина для Марии Тенишевой стала работа над зданием музея «Русская старина» в Смоленске, где княгиня планировала разместить свою коллекцию прикладного искусства. В начале 1903 года он выполнил эскиз здания, но вскоре между ним и княгиней произошёл разрыв всяких отношений, и работу завершал Виктор Васнецов. В том же году Малютин выполнил интерьеры большой прихожей и столовой в доме художника Василия Бакшеева и доходном доме Лангового в Москве.

### Последующая деятельность
Осенью 1903 года Сергей Малютин уехал в Москву, где устроился на постоянную работу в качестве преподавателя Московского училища живописи, ваяния и зодчества, и вскоре стал членом «Союза русских художников». Зимой 1905—1906 годов Малютин принял участие в конкурсе на оформление фасадов и интерьеров доходного дома Петра Перцова на Пречистенской набережной, и хотя он занял второе место, будущему хозяину дома больше понравилась работа Сергея Малютина, которая была необычной и интересной, но не совсем соответствовало условиям конкурса. По рекомендации художника для создания керамической мозаики пригласили выпускников Строгановского училища из артели «Мурава». Интерьеры Малютин задумал в русском стиле с обилием резных деревянных элементов, которые выполнили выписанные из Нижегородской губернии кустари. В мае 1906 года в дом въехали первые жильцы, в том числе и Малютин с женой и четырьмя детьми, которые поселилась на верхнем этаже, а в одном из подвалов дома хранились его картины. Весной 1908 года подвалы дома пострадали от московского потопа. Его супруга, Елена Константиновна Малютина, пытаясь спасти работы мужа от воды, сильно простудилась и умерла. Были утеряны некоторые из незаконченных картин художника: «Царевна», «Леший», «Баба-яга», а также монументальное полотно «Куликово Поле».
В 1913 году Малютин стал членом «Товарищества передвижников», а год спустя — академиком Академии художеств. После Октябрьской революции Малютин, крайне критически относившийся к «левому» авангарду, примкнул к молодым художникам-традиционалистам, став одним из организаторов Ассоциации художников революционной России в 1922 году. В 1918—1923 году он преподавал в ГСХМ-ВХУТЕМАСе, и в то же время (1918—1921) участвовал в создании «Окон сатиры РОСТА».
В 1920-е годы Малютин написал портреты Ивана Жолтовского (1919), писателей Дмитрия Фурманова (1922), Николая Моргунова (1924), Александра Серафимовича (1927) и актрисы Ольги Книппер-Чеховой (1925). Всего он написал более трехсот портретов, а портрет Дмитрия Фурманова стал одним из лучших произведений советской портретной живописи. Кандидат искусствоведения Валентина Князева считала, что картина Малютина создавала основы будущего метода социалистического реализма, так как она передаёт в личности героя как индивидуальное начало, так и типичные черты человека своего времени. С 1927 по 1931 год Сергей Малютин был членом художественной группы «Объединение художников-реалистов».
Одной из последних значимых работ художника стала картина «Партизан» 1936 года, посвященная Гражданской войне, а последней работой был портрет профессора Василия Шервинского. Сергей Малютин умер в клинике на Девичьем поле в Москве 6 декабря 1937 года в возрасте 78 лет. Похоронен на Новодевичьем кладбище (уч. 4).

### Признание
Сергей Малютин участвовал в выставках Московского товарищества художников 1893, 1896, 1903 годов, мюнхенского Сецессиона 1898 года, 36 художников 1901—1903 годов. Малютин был экспонент Всемирной выставки в Париже 1900 года, выставок русского искусства в Париже в 1906 году, Берлине в 1906—1907 и 1922 годов, передвижных выставок в США 1924—1925, 1929 годов, выставок «Социалистическое строительство в советском искусстве» 1930, 1931 годов в Москве, «Художники РСФСР за XV лет» в Москве, Ленинграде 1932—1934 годов и других.
Произведения Малютина находятся в крупнейших музейных собраниях, в том числе в Третьяковской галерее, Русском музее, Музее изобразительных искусств имени А. С. Пушкина и других.
Учениками художника были Витольд Бялыницкий-Бируля, Александр Герасимов, Сергей Герасимов, Борис Иогансон, Павел Корин, Василий Мешков и Константин Юон.

## Творчество

### Живопись
Для живописи Малютина конца XIX — начала XX века характерно «передвижническое» бытописание, порой социально-критическое. Как портретист он эволюционировал от свободной, динамичной живописи начала XX века к строгой, графичной манере 1910—1920-х годов.

### Иллюстрации и книжная графика
В иллюстрациях и графике проявил лучшие черты русского модерна. Ярко проявился талант Малютина в иллюстрациях к русским сказкам и к сказочным произведениям А. С. Пушкина: «Сказка о царе Салтане» (1897), «Руслан и Людмила» (1898), «Сказка о мёртвой царевне и о семи богатырях» (1910), «О золотом петушке» (1913), а также «Песнь о Вещем Олеге», «Слово о полку Игореве». Кроме того, художник выполнил прекрасные акварели: «Садко» (1906), «Терем Кощея» (1909).

### Театральные работы
Кроме ранних его работ для театра Солодовникова в Москве, заслуживают внимания его эскизы декораций к операм Н. А. Римского-Корсакова «Садко» (1897, совместно с К. А. Коровиным) и «Кащей Бессмертный» (1902), «Илья Муромец» В. С. Серовой (1899), поставленным в Московской частной русской опере, и «Аскольдова могила» (1912), к балету «Щелкунчик» (1913).

### Архитектура
В имении «Талашкино» им созданы знаменитый «Теремок» для библиотеки училища и народный театр на 200 зрителей, Москве же по проекту Малютина возведён знаменитый Дом Перцовой, что расположен неподалёку от храма Христа Спасителя (совместно с архитектором Н. К. Жуковым, руководил постройкой Б. Н. Шнауберт).

#### Проекты и постройки
- «Теремок» и ворота-калитка во Флёнове (1900—1901, Талашкино Смоленской области);
- Собственный дом (1900—1902, Талашкино), не сохранился;
- Оформление интерьеров театра (1902, Талашкино);
- Архитектурные фантазии в русском стиле (1903, ?);
- Доходный дом Перцовой, совместно с архитектором Николаем Жуковым. Постройкой руководил Борис Шнауберт (1905—1907, Москва, Пречистенская набережная, 35);
- Оформление интерьеров квартиры Перцовых в их доходном доме, включая составление проектов мебели (1905—1907, Москва, Пречистенская набережная, 35);
- Храм Святого Духа во Флёнове (1900-е, Талашкино), осуществлена частично по проекту Малютина, завершена по модели архитектора Владимира Суслова и княгини Марии Тенишевой;
- Проект дачи З. А. Перцовой (1900-е), не осуществлён;
- Оформление интерьера художника Василия Бакшеева, совместно с хозяином дома (1900-е, Москва, Четвёртый Ростовский переулок), не сохранились;
- «Русская старина» в Смоленске — Дом-музей древностей.

### Декоративно-прикладное искусство
Расписал первую русскую матрёшку. Принимал участие в росписи балалаек для оркестра В. В. Андреева в имении Марии Тенишевой. С конца 1890-х годов разрабатывал эскизы мебели, утвари, вышивок, предметов ювелирного искусства.

## Работы
- «Орда»
- «По этапу» (1890, Третьяковская галерея)
- «Подруги» (1893, Третьяковская галерея)
- «Иллюстрации к сказке о царе Салтане» (Третьяковская галерея)
- «Детский портрет» (Третьяковская галерея)
- «Сказка» (Третьяковская галерея)
- «Автопортрет в шубе» (1901, Третьяковская галерея)
- «Иллюстрации к „Руслану и Людмиле“» (Русский музей)
- «Иллюстрации к сказке „Царь Салтан“» (Русский музей)
- портрет Веры Малютиной, дочери художника (1909, Русский музей)
- портрет В. В. Переплётчикова (1912, Русский музей)
- портрет М. В. Нестерова (1913, пастель, Третьяковская галерея)
- портрет К. Ф. Юона (1914, пастель, Третьяковская галерея)
- портрет Григория Передерия (1919, пастель, Челябинская городская картинная галерея)
- портрет Дмитрия Фурманова (1922, Третьяковская галерея)
- «Партизан» (1936, Центральный музей Вооружённых Сил России, Москва)

- Василий Переплётчиков. 1912
- Валерий Брюсов. 1913 (ГЛМ)
- Сергей Милорадович. 1913 (ГТГ)
- Михаил Нестеров. 1913
- Алексей Ланговой. 1914 (ГТГ)
- Владимир Гиляровский. 1915 (АКГ)
- Николай Богданов-Бельский. 1915
- Илья Остроухов. 1915 (ГТГ)
- Виктор Васнецов. 1915 (ВХМ)
- Пётр Перцов. 1916
- Николай Виноградов. 1919
- Григорий Передерий. 1919

- Аполлинарий Васнецов. 1914 (ГТГ)
- Викентий Вересаев. 1919
- Пётр Кропоткин на смертном одре. 1921 (ГЦМСИР)

## Из воспоминаний современников
Игорь Грабарь:

Малютин весело и остроумно претворяет в своём декоративном искусстве русский лубок. Но настоящая стихия Малютина — живопись с натуры, пленэр. В этой области он не знал соперников, несмотря на то, что выступил на сцену одновременно с К. Коровиным и В. Серовым.

Княгиня Мария Тенишева:

Руководителем моей мастерской был С. В. Малютин. Тщедушный, маленький, он и был маленьким во всём, кроме таланта.

Характер у него был тяжёлый. Он решительно нигде и ни с кем не мог ужиться. Болезненная подозрительность, обидчивость и самолюбие не давали ему покоя. Он подозревал всех своих помощников в том, что они заимствуют его рисунки и могут выдать за свои, всегда на кого-то жаловался и всегда считал себя обиженным.